# 얀 탄 테스라
얀 탄 테스라(Yan Tan Tethera 또는 yan-tan-tethera)는 북잉글랜드와 영국의 일부 다른 지역의 양치기들이 전통적으로 사용하는 양 기수법이다. 이 단어는 6세기까지 잉글랜드 북부 대부분 지역에서 사라진 컴브리아어와 같은 브리튼 켈트어에서 따온 숫자이다. 그러나 이 숫자는 산업 혁명까지 특히 1900년대의 구릉지대에서 뜨개질의 양 세기와 바늘 세기에 일반적으로 사용되었다. 이러한 숫자 체계의 대부분은 20세기에 접어들면서 더 이상 사용되지 않지만 일부는 여전히 사용되고 있다.

## 기원과 발전
양 기수법은 궁극적으로 컴브릭어와 같은 켈트어파 브리튼어군 언어에서 파생되었다. 팀 게이(Tim Gay)가 쓴 바에 따르면, "[영국 제도 전역의 양 기수법]은 모두 18세기 콘월어 및 현대 웨일스어와 매우 유사하다." 이 기수법은 시간이 지남에 따라 상당히 변경되었다. 특히 일반적인 경향은 인접한 숫자의 특정 쌍이 운율에 따라 서로 닮아가는 것이다(특히 1과 2, 3과 4, 6과 7 또는 8, 9에 대한 단어). 그럼에도 불구하고 5의 배수는 상당히 보수적인 경향이 있다.